# Wilhelm Tuckermann
Wilhelm Gottlieb Petrus Tuckermann (* 1840 in Schubin, Provinz Posen; † 29. Dezember 1918 in Charlottenburg bei Berlin) war ein deutscher Architekt, Baubeamter und Hochschullehrer.

## Leben
Wilhelm Tuckermann studierte ab 1860 an der Berliner Bauakademie und bestand im Jahr 1868 das damals so genannte Baumeisterexamen (2. Staatsexamen). Am 29. Dezember 1869 heiratete er in Berlin Ottilie Wiebe, Tochter des Hermann Wiebe, erster Rektor der damaligen Technischen Hochschule (Berlin-)Charlottenburg. 1872 unternahm er eine Studienreise nach Italien.
Vom 1. April 1871 bis 30. September 1875 war er Dozent für Baukonstruktionslehre an der Gewerbeakademie Berlin. Am 1. Oktober 1875 wurde er zum Postbaurat in der Bauverwaltung der Kaiserlichen Reichspost, Oberpostdirektion Berlin für den Postbaubezirk Berlin II, ernannt. Ab 1878 lehrte er Geschichte der Baukunst an der Bauakademie und nach dem Übergang der Bauakademie auf die Technische Hochschule (Berlin-)Charlottenburg von 1879 bis 1889 dort als Privatdozent in der Abteilung I für Architektur im Lehrgebiet Abriss der Geschichte der Baukunst. Ab 1881 war er auch Dozent für Feldmesswesen an der Landwirtschaftlichen Hochschule Berlin. 1900 wurde Tuckermann zum Geheimen Postrat ernannt. Er war Mitglied im Architekten-Verein zu Berlin. 1905 wurde er in den Ruhestand versetzt.

## Bauten
(alle in Berlin, alle unter Denkmalschutz)
- 1875–1881: Postfuhramt, Oranienburger Straße 35/36 in der Friedrichstadt (beteiligt an der Ausführung nach einem Entwurf von Carl Schwatlo)[6]
- 1876–1884: Hofpostamt mit Geldhalle und Oberpostdirektion (Vorentwurf von Carl Schwatlo, nicht ausgeführt, Entwurf zusammen mit August Kind und Gesamtausführung)
- 1881: Post- und Telegrafenamt, Goethestraße 2–3 in Charlottenburg, PA 2 (zusammen mit Arnold Kayser)[7]
- 1884–1885: eigenes Mehrfamilienwohnhaus „Villa Tuckermann“ in Charlottenburg, Pestalozzistraße 15[8]
- 1885–1888: Paketpostamt[9] (nach Plänen von August Kind, später durch Fernsprechamt überbaut)
- 1894–1901: Erweiterung des Postamts an der Berliner Straße (heute Otto-Suhr-Allee 80–82) in Charlottenburg, PA 1 (Ursprungsbau 1867/1877 von Carl Schwatlo)[10]
- 1901–1903: Postamt Schöneberg, Hauptstraße 27 (zusammen mit Otto Spalding und Louis Ratzeburg)[11]
- Vorplanung zum 1906–1908 ausgeführten Gebäude für das Bahnpostamt O 17 in Friedrichshain, Fruchtstraße 8 (heute Straße der Pariser Kommune 8; zusammen mit Wilhelm Walter)[12][13][14]

## Schriften
- Das Odeum des Herodes Atticus und der Regilla in Athen. Marcus, Bonn 1868.
- Schinkels literarische Thätigkeit. Vortrag, gehalten am Schinkelfest, den 13. März 1879. Buchdruckerei Waisenhaus Halle, Berlin 1879. (S.51 Wochenzeitschrift des Berliner Architektenvereins, 1911)
- Der Berliner Wohnungsgrundriss nach seiner historischen Entwicklung in den letzten zwei Jahrhunderten. In: Der Bär, Illustrierte Wochenschrift für vaterländische Geschichte, 6. Jahrgang 1880, Nr. 37 (vom 11. September 1880), Seite 449 ff. (Digitalisat bei der ZLB)
- Die Gartenkunst der italienischen Renaissance-Zeit. Paul Parey, Berlin 1884. (mit Widmung an Heinrich von Stephan)
- Anleitung zum Perspektivzeichnen für Elementar-, Fortbildungs-, Gewerbe-, und Kunstschulen, sowie zum Selbstunterricht. E. Wasmuth, Berlin 1907.